# Tổng Công ty 36, Bộ Quốc phòng (Việt Nam)
Tổng Công ty 36 trực thuộc Bộ Quốc phòng Việt Nam là một trong những doanh nghiệp xây dựng hàng đầu của Quân đội hiện nay, được thành lập ngày 23/8/2011 tiền thân là Công ty Đầu tư Xây lắp và Thương mại 36.

## Lược sử hình thành
- Ban đầu doanh nghiệp có tên gọi là Công ty Đầu tư xây lắp và Thương mại 36, thành lập ngày 04 tháng 4 năm 2006 (tiền thân là Xí nghiệp Xây lắp 36, thành lập tháng 4 năm 1996), là công ty TNHH một thành viên, thuộc Tổng công ty Thành An, Binh đoàn 11.
- Ngày 23 tháng 8 năm 2011, Bộ Quốc phòng đã có Quyết định số 3036/QĐ-BQP thành lập Tổng công ty 36 Bộ Quốc phòng, hoạt động theo hình thức công ty mẹ - công ty con trên cơ sở tổ chức lại Công ty Đầu tư xây lắp và Thương mại 36.[2]
- Hiện nay Tổng Công ty 36 đã cổ phần hóa và chuyển thành Tổng Công ty 36 - CTCP

## Lãnh đạo hiện nay
- Chủ tịch HĐQT Đại tá Nguyễn Đăng Giáp
- Tổng Giám đốc: Bùi Quang Bát
- Kết[3]
- Giang[3]
- Phó Tổng Giám đốc, Bí thư Đảng ủy Thượng tá Nguyễn Đăng Thuận

## Tổ chức

### Cơ quan
- Văn phòng
- Phòng Kế hoạch Tổng hợp
- Phòng Tổ chức Lao động
- Phòng Chính trị
- Phòng Tài chính
- Phòng Thiết bị Vật tư
- Phòng Đầu tư

### Các đơn vị sản xuất kinh doanh
- Công ty 36.30
- Công ty 36.32
- Công ty 36.64
- Công ty 36.65
- Công ty 36.66
- Công ty 36.67
- Công ty 36.68
- Công ty Tư vấn Thiết kế 36.69
- Trung tâm Bom mìn 20
- Chi nhánh Tổng Công ty tại Lào
- Ban Quản lý dự án B6
- Ban Quản lý dự án 326

### Các Công ty con
- Công ty Cổ phần 36.55
- Công ty Cổ phần 36.63
- Công ty Cổ phần 36.97
- Công ty Cổ phần 36.61
- Công ty Cổ phần 36.60
- Công ty Cổ phần 36.62
- Công ty Cổ phần 36.70

## Khen thưởng[4]
- Huân chương Lao động hạng nhất
- Huân chương Lao động hạng nhì
- Huân chương Lao động hạng ba
- Danh hiệu Anh Hùng Lao động thời kỳ đổi mới

## Tổng Giám đốc qua các thời kỳ
- Nguyễn Đăng Giáp, Đại tá

## Phó TGĐ kiêm Bí thư Đảng ủy qua các thời kỳ
- Đoàn Minh Tuấn, Đại tá

## Anh hùng Lao động, Đại tá Nguyễn Đăng Giáp
Anh hùng Lao động, Đại tá Nguyễn Đăng Giáp sinh ngày 16/6/1954 tại xã Nghi Trường, huyện Nghi Lộc, tỉnh Nghệ An. Hiện nay ông là Chủ tịch Hội đồng quản trị Tổng Công ty 36. Ông Được Chủ tịch nước phong tặng Danh hiệu Anh hùng Lao động năm 2010, năm 2013 Tổng Công ty 36 được phong tặng Anh hùng Lao động, ông là Đại diện duy nhất của Việt Nam nhận giải thưởng Bizz của Liên đoàn doanh nghiệp thế giới năm 2022. Anh hùng Lao động, Đại tá Nguyễn Đăng Giáp đã xuất bản nhiều cuốn sách, trong đó tiêu biểu nhất là cuốn Hồi ký bằng văn xuôi Như tôi đã sống và Truyện thơ Như tôi đã sống.
1. ↑  “Giới thiệu Tổng Công ty 36”.
2. ↑  “TCT 36 Anh hùng lao động thời kỳ đổi mới”. Truy cập ngày 15 tháng 9 năm 2014.
3. 1 2  “Tổ chức TCT36”. Bản gốc lưu trữ ngày 28 tháng 9 năm 2014. Truy cập ngày 23 tháng 11 năm 2014.
4. ↑  “Tổng Công ty 36 được khen thưởng”. Bản gốc lưu trữ ngày 15 tháng 9 năm 2014. Truy cập ngày 15 tháng 9 năm 2014.